# Третьяков, Константин Павлович
Константи́н Па́влович Третьяко́в (1909—1979) — советский хозяйственный, государственный и политический деятель.

## Биография
Родился в 1909 году в семье рабочего в селе Павловка ныне Борского района Самарской области. Член КПСС с 1939 года.
С 1930 года — на хозяйственной, общественной и политической работе. В 1930—1963 гг. — техник на железной дороге, студент Ленинградского автодорожного института, начальник отдела механизации Главного дорожного Управления при Совете Министров Казахской ССР, инструктор, заведующий отделом, секретарь Алма-Атинского обкома КПК, заместитель Министра автотранспорта и шоссейных дорог Казахской ССР, второй секретарь Восточно-Казахстанского обкома КП Казахстана, заведующий отделом транспорта и связи ЦК КП Казахстана, первый секретарь Алма-Атинского горкома КП Казахстана, заместитель заведующего отделом партийных органов Алма-Атинского обкома партии, заместитель председателя Алма-Атинского облисполкома, заместитель председателя правления Казпотребсоюза, заведующий отделом транспорта и связи Управления делами Совета Министров Казахской ССР.
Избирался депутатом Верховного Совета СССР 5-го созыва. Делегат XIX и XXI съездов КПСС.
Умер 7 февраля 1979 года.